# Segelfluggelände Vielbrunn
Flygplats Vielbrunn (tyska: Segelfluggelände Vielbrunn) är en segelflygplats utanför orten Vielbrunn i Michelstadt. Flygplatsen ligger 1 kilometer vester om Vielbrunn stadscentrum. Flygplatsen invigdes 1957. Idag har flygplatsen en startbana. Flygplatsen ägs och sköts av Flugsportclub Mümlingtal.